# میلوسلاوا اسووبودووا
میلوسلاوا اسووبودووا (چکی: Miloslava Svobodová؛ زادهٔ ۷ فوریهٔ ۱۹۸۴) بازیکن بسکتبال زن اهل جمهوری چک است. وی در بازی‌های المپیک تابستانی ۲۰۰۸ شرکت کرده‌است.